# Banderia Prutenorum
Banderia Prutenorum (poljsko Chorągwie Pruskie, dob. 'Pruski transparenti', slovensko Pruski prapori) je rokopis na 48 listih pergamenta velikosti 18,6 x 29,3 cm, ki ga je sestavil Jan Długosz in ilustriral Stanisław Durink. V rokopisu je naslikanih 56 zastav ali praporov tevtonskih vitezov.
Poljski izraz chorągwie lahko pomeni prapor ali polk. 

## Zgodovinske okoliščineBanderie
V Banderii so opisani prapori ali bojne zastave, zbrane na bojišču po bitki pri Grunwaldu leta 1410. Bitka je bila spopad med Tevtonskim redom in zavezniškimi silami Poljakov in Litovcev. Viteze je potem, ko so uspeli podrediti ali uničiti zahodne Balte, vključno s Prusi, v bitki pri Grunwaldu odločilno premagala združena vojske Poljske in Litve pod poveljstvom kralja Vladislava II. Jagela.
Ob koncu bitke so glavni častniki reda obležali mrtvi na bojišču, skupaj s prapori, pod katerimi so se bojevali. Nekatere enote so pobegnile s svojimi zastavami vred, zato Banderia ne vsebuje vseh zastav reda. Prapori, zbrani na bojišču, so se hranili v Vavelski stolnici v Krakovu. Znano je, da so bili leta 1603 še tam, nato pa so izginili. Poustvarjali so jih od leta 1900. Oktobra 2009 so poljski učenjaki in umetniki v Krakovu v okviru priprav na obletnico grunwaldske bitke končali rekonstrukcijo vseh znanih praporov.

## Vsebina
Delo ima obliko ilustriranega kataloga. Poljski zgodovinar Jan Długosz je bil verjetno tisti, ki je leta 1448 naročil slikarju Stanisławu Durinku iz Krakova, da naslika zastave, on sam pa je nato zastavam pripisal latinske opise. Zastave so označevale komturijo ali okrožje, iz katerega so prišli vojaki te enote. Pojavljale so se tudi na drugih mestih, na prinmer na ščitih,  in nedvomno upoštevale pravila heraldike.
- Velika zastava velikega mojstra Ulricha von Jungingeno
- Zastava malega mojstra
- Zastava velikega maršala Friedricha Wallenroda
- Zastava Konrada Belega (Albusa), vojvode Olesnice
- Zastava svetega Jurija
- Zastava mesta Helmno
- Zastava Tomaža Moerheima, zastavonoše Tevtonskega reda
- Zastava Pomezanije
- Zastava komturja mesta Grudziądz
- Zastava komturja mesta Balgos
- Zastava Nikloša Vilča, komturja mesta Kovalevo
- Zastava mesta kraljev
- Zastava komturije Althaus
- Zastava škofa in škofije Semba
- Zastava mesta in okraja Tuchla
- Zastava velikega poveljnika Konrada Lichtensteina
- Zastava nešavskega komturja
- Zastava vestfalskih najemnikov
- Zastava mesta Rogozna
- Zastava mesta in okrožja Elbing
- Zastava mesta in okrožja Engelsberg
- Zastava mesta in okrožja Brodnica
- Zastava škofa in škofije Helmno
- Bela zastava gradu Braetan in mesta Neumarkt
- Zastava mesta Brunsberg
- Zastava nemške vojske
- Zastava švicarske vojske
- Druga zastava mesta in komturja Elbinga
- Zastava mesta Žulava
- Zastava mesta Elbing
- Zastava komturja in mesta Schlochau
- Zastava mesta Bartų
- Zastava mesta in komturja Osterodeja
- Zastava komturja mesta Ortelsburg
- Zastava mesta  Ragaina
- Zastava mesta kraljev
- Zastava vojske Rena in Nemčije
- Zastava mesta Diršau
- Zastava mesta Alenštein
- Zastava mesta Meissen
- Zastava mesta Brandenburg
- Zastava vojvode Kazimirja Ščečinskega
- Zastava helminske deželne vojske
- Zastava mesta in komturja Gdanska
- Zastava komturja Gdanska
- Zastava Varmije
- Zastava velikega mojstra Henrika von Plauena
- Zastava mesta Torunj
- Zastava starega okrožja in mesta D'Ancigo
- Zastava komturja, gradu in mesta Meve
- Zastava mesta Heiligenbeil
- Zastava mesta Brunswick
- Zastava mojstra Livonskega reda
- Zastava mojstra Livonskega reda
- Zastava mojstra Livonskega reda
- Zastava mojstra Livonskega reda

Rokopis je čudežno preživel drugo svetovno vojno, čeprav so ga nacisti v politične namene prenesli v grad Malbork. Po vojni se je pojavil na londonski dražbi starin in bil prenesen na sedanjo lokacijo v knjižnico Jagelonske univerze.

## Opomba
1. ↑  Glede na Webster's Third New International Dictionary je bil germanski izraz *bandwa-, znak, rekonstruiran iz gotskega izraza bandwa, ki tudi pomeni znak. Iz njega izhaja tudi poznolatinski izraz banderia, za katerega Webster domneva, da ima latinsko tvorbeno pripono -arium. Izraz prapor prvotno ni pomenil tkanine, ampak znak kot tak. Heraldika izvira iz rimske vojske, ki je simbole svojih enot slikala na ščite in ne na zastave. Banderia torej posnema ščitne grbe in jih prenaša na platno.[1]